# Barry Moral
Raúl Alberto Morales Luque, conocido artísticamente como Barry Moral (Córdoba, 1910 - Buenos Aires, 24 de noviembre de 1980) fue un clarinetista, saxofonista, director de orquesta, compositor y cantante argentino de jazz, de sólida trayectoria artística.

## Carrera
Barry Moral fue un personaje del mundo del jazz argentino mayormente popular en los años cuarenta. Sus primeras actuaciones se desarrollaron con las orquestas de René Cóspito, la Santa Paula Serenaders y Héctor Lagna Fietta respectivamente. Fue vocalista en la Orquesta de Osvaldo Norton. Posteriormente integró el conjunto "La jazz Mickey". Harold Mickey convocó a Alberto Morales a integrar su orquesta como cantor y ejecutante, pero con el seudónimo de Barry Moral.
En el año 1942 decide independizarse y forma su propia orquesta que integraban además sus hermanos: Carlos, Mary y Alfredo, con quienes conforma un trío vocal Los Tres Caballeros, quienes fueron convocados por Walt Disney durante su visita a la Argentina, con motivo de la filmación de la película de dibujos animados Dumbo, para su versión en español.
Triunfó en Radio El Mundo, Radio Splendid, Radio Carve (de Montevideo) y Radio Del Litoral.
En 1951 hizo muchísimas presentaciones, entre ellas, la que hicieron de manera gratuita para el dueño de Marambú, y posteriormente en la confitería Cabildo, Racing Club de Avellaneda, Club Vélez Sarsfield, Club Atlético Temperley, Filial, Club de los Andes de Loma de Zamora, y en el Club Shore de Córdoba. Para ese entonces su orquesta estaba integrada por
Schneider,
Carlos Granata,
Rodolfo Meneghini,
Alberto Conles,
Miguel Della Guardia,
Alfredo Lepere,
Jorge Pataro,
Armando Lorenzini y
Jorge Alberto Chiarenza.
Luego vendrían
Polo Benítez,
el acordeonista Dionisio Gaitán (que emigraría a Cuba, donde adoptaría el seudónimo Eddy Gaytán y sería director del sello EGREM),
Tom Mitchel,
Héctor Bounsanti,
y otros. Luego de un tiempo se reforma la orquesta agregándose
el barítono Gustavo Cutat,
el segundo tenor Gianni Vietto,
los cantores 
Luis Dante Maiolo,
Ernesto del Puerto y
Daniel Blanco,
los trompetistas
Cristóbal Carabata,
Domingo D' Angelo,
Julio Rivero Roca y
Jaime Lipesker.
También tuvo como lady crooner a la actriz, cantante y vedette Rita Montero.
En 1955 llegó a tener una presentación en el Club Social Dardo Rocha de la Ciudad Eva Perón (era la denominación de La Plata bajo el segundo gobierno peronista).
Tuvo su gran y permanente éxito con Marta, rumba de 1958 compuesta por Moisés Simons, Otro de sus temas más conocidos es Cielos azules y ST Louis Blues firmado junto al sello discográfico Odeón.
Trabajó junto a ilustres intérpretes de la orquesta argentina como Francisco Canaro, De Angelis Montiel, Jorge Alberto, Fausto Papetti, Emidio Magliano ("Chicote") y Gasparín.
En 1951 trabajó en una propaganda comercial de una vieja marca de cigarrillos rubios.
Desde 1943 a 1953, grabó 149 temas para el sello "Odeón". Luego de una permanencia de 4 años en los Estados Unidos, regresó a la Argentina en el año 1965, presentándose con su orquesta en fiestas sociales.

## Filmografía
- 1940: Caprichosa y millonaria.
- 1949: Otra cosa es con guitarra.[7]

## Obras
- Marta.
- Cielos azules.
- ST Louis Blues.
- Kalú.[8]
- Zapateando suavemente
- Cielito Lindo
- María La O
- Chinita, chinito
- Mambo en España
- Esto es felicidad
- El vuelo del moscardón
- Con el corazón
- Poinciana[9]
- Caballito lindo
- Cortaron el Viejo Manzano
- Es amor, amor, amor
- Mambo mío
- Que va
- Lencali
- Czardas